# Barrage de Medog
Le barrage de Medog est un projet de barrage, avec cinq centrales hydroélectriques en cascade, situé sur le fleuve Yarlung Tsangpo à Mêdog, dans la région autonome du Tibet en Chine. 
Li Qiang, Premier ministre chinois, inaugure le chantier en juillet 2025. Les travaux doivent durer environ dix ans et le projet permettrait de produire 300 TWh par an. L'impact écologique et géopolitique du projet fait débat.

## Historique et descriptif
En 2021, l'Assemblée nationale populaire de Chine a approuvé le 14e plan quinquennal (2021-2025) ainsi que ses objectifs à long terme jusqu'en 2035. Dans ce cadre, il est prévu de réaliser un barrage à Mêdog, situé près de l'État frontalier indien de l'Arunachal Pradesh, associé à une centrale hydroélectrique,.
La centrale hydroélectrique de Medog, baptisée Motuo, Metog ou Metok, située dans le canyon du Yarlung Tsangpo sur le fleuve Yarlung Tsangpo dans la région autonome du Tibet. Le projet est détenu à 100 % par l'entreprise d'État Power China,. Le site d'implantation de la centrale est situé à 1 500 mètres d'altitude. Il présente en amont une dénivellation de 2 000 mètres sur une courte distance de 50 kilomètres. Il est prévu la construction de quatre tunnels de dérivation de 20 kilomètres de long à travers la montagne Namcha Barwa, qui détourneraient le cours du Yarlung Tsangpo. L'eau déviée dans ces tunnels actionnerait les turbines hydrauliques reliées à des générateurs avant de retourner dans le cours du fleuve,,.
En décembre 2024, les autorités chinoises ont validé la construction du barrage de Medog. L'exploitation commerciale doit fournir à terme 60 gigawatts d'électricité. Cette production sera trois fois supérieure à celle du barrage des Trois-Gorges, actuellement le plus grand barrage au monde.
En juillet 2025, Li Qiang, le Premier ministre chinois, inaugure le chantier, qui comprend cinq centrales hydrauliques en cascade et un gigantesque barrage dans la région du Medog. Les travaux doivent durer environ dix ans et le projet permettrait de produire 300 milliards de kWh par an.

## Données économiques
Il est prévu un budget de 1 000 milliards de yuans (137 milliards de dollars de 2025), soit plus de quatre fois l'investissement total de 250 milliards de yuans pour le barrage des Trois-Gorges.
La Chine envisage de vendre une partie de l'électricité produite aux pays voisins.

## Critiques environnementales et géopolitiques
Le projet s'est heurté à la résistance de diverses parties, notamment des organisations environnementales, des pays en aval et des groupes de défense des droits des Tibétains. Des développements hydroélectriques similaires au Tibet ont déjà déclenché des protestations, notamment de récentes manifestations contre le projet de barrage de Kamtok sur le fleuve Drichu/Yangtzé, qui ont conduit à plus de 1 000 arrestations.
Brian Eyle, directeur du programme Eau, énergie et durabilité de Stimson Center (en) mentionne que la zone présente une activité sismique significative et abrite aussi une biodiversité unique. La topographie abrupte et étroite de la gorge a amené des experts géologiques à mettre en garde contre les risques accrus de glissements de terrain. En 2022, les ingénieurs du bureau géologique de la province du Sichuan ont spécifiquement souligné les dangers des « glissements de terrain et des coulées de boue et de roches induits par les tremblements de terre » comme des menaces importantes pour la stabilité du projet
Le Namcha Barwa est protégé depuis 1988 dans la réserve naturelle du grand canyon du Yarlung Tsangpo, qui couvre 9 168 km2. La réserve contient une végétation variée dans une zone tropicale et une zone glaciale. La moitié des espèces des plantes du Tibet y sont présentes. Le barrage empêchera la migration des poissons et le passage des sédiments qui enrichissent les terres lors des crues en aval. Pour sa part Zamlha Tempa Gyaltsen (tibétain : ཛམ་ལྷ་བསྟན་པ་རྒྱལ་མཚན, Wylie : dzam lha bstan pa rgyal mtshan), spécialiste des questions d'environnement au sein de l'Institut politique du Tibet (en) rattaché au gouvernement tibétain en exil, mentionne la disparition d'« un riche patrimoine culturel tibétain » et le déplacement de Tibétains obligés d'abandonner leurs « terres ancestrales ».

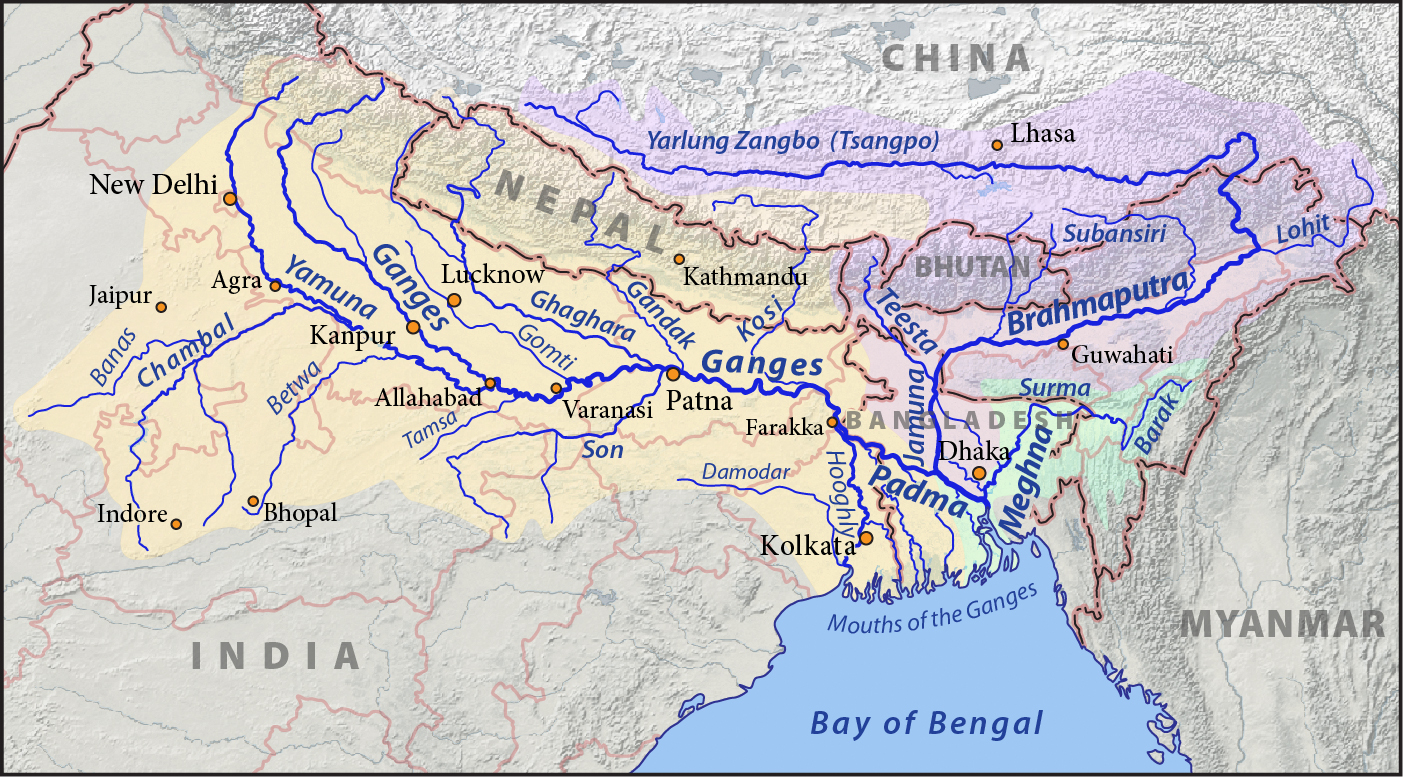
Le Yarlung Tsangpo prend le nom de Brahmapoutre en Inde et se jette ensuite dans la Jamuna au Bangladesh.

Le Yarlung Tsangpo prend le nom de Brahmapoutre en Inde et se jette ensuite dans la Jamuna au Bangladesh. L'Inde et le Bangladesh s'inquiètent des conséquences du barrage sur le débit naturel du fleuve nécessaire pour assurer l'accès à l'eau pour l'agriculture, la consommation d'eau et d'autres besoins humains. Ainsi pour Randhir Jaiswal, porte-parole du ministre indien des Affaires étrangères : « Il s'agit d'un mégaprojet qui entraîne de nombreuses perturbations écologiques et qui ne tient pas compte des intérêts des États » situés en aval.
L'Inde prévoit des contre-projets pour limiter les potentiels impacts négatifs du barrage chinois, notamment un projet hydroélectrique dans le district du haut Siang, dans l'Arunachal Pradesh, qui doit fournir 11 gigawatts,.